# Ganoderma fici
Ganoderma fici är en svampart som beskrevs av Pat. 1892. Ganoderma fici ingår i släktet Ganoderma och familjen Ganodermataceae.   Inga underarter finns listade i Catalogue of Life.